# 1994 WU
1994 WU är en asteroid i huvudbältet som upptäcktes den 25 november 1994 av den japanska astronomen Takao Kobayashi vid Ōizumi-observatoriet.
Asteroiden har en diameter på ungefär 20 kilometer.